# FED–4
A FED–4 (cirill betűkkel: ФЄД–4) szovjet távmérős, kisfilmes fényképezőgép, a FED–3 továbbfejlesztett változata. Nyugat-Németországban a Foto-Quelle Revue 4 néven forgalmazta. Sorozatgyártása 1964–1982 között folyt a harkivi FED gépgyárban, párhuzamosan a FED–3 gyártásával. A sorozatgyártás alatt több kisebb módosítást is végeztek a külső megjelenésén. Több mint 630 ezer darab készült belőle. Ezt a modellt később az 1977-ben bevezetett FED–5 és FED–5SZ váltotta fel. Két fő változatban gyártották. A korai változaton a filmtovábbításra egy  tekerőgomb szolgált, ezt 1969-től felváltotta a filmtovábbító karral ellátott változat. Utóbbira a FED–4K jelzést is használják (K – kurkovij).
A legfőbb különbség a FED–3-hoz képest a beépített szelén alapú fénymérő és a módosított, fogaskerék-áttételes filmvisszacsévélő alkalmazása volt. A fénymérő alkalmazása miatt a gép magassága nőtt. A gépváz öntött alumíniumból készült. Az alsó borítólemezzel egybeépített hátfal egy egységként leemelhető. A gépbe orsón vagy kazettában lévő film helyezhető.
Alap objektíve az 52 mm-es fókusztávolságú Indusztar–61 és Indusztar–61L/D volt, amely M39×1-es menettel csatlakozik a gépvázhoz. Az optikai távmérő bázisa 41 mm. A kereső +/- 2 dioptriával korrigálható. Mechanikus önkioldóval rendelkezik.
A főbb kezelőszervei a gépváz felső borítólemezén találhatók. Balra található a fénymérő kijelzője és a rekeszállás értékének leolvasására szolgáló tárcsa. Jobb szélen a filmtovábbító (gomb, vagy karos) helyezkedik el, amely a felvételszámláló tárcsával van integrálva. Mellette kapott helyet az exponálógomb, amelyet egybe szereltek a filmtovábbítást vezérlő tárcsával. Ennek két állása van: filmtovábbítás előre, és visszatekercselés). A filmvisszacsévélést a vázfedél bal oldalán, annak felületéből kilógó hornyolt tárcsa biztosítja. Az exponálógombhoz kioldózsinór csatlakoztatható. Az élességállítás az objektíven lévő élességállító tárcsával végezhető el. Ez mechanikai kapcsolatban van a keresőbe épített optikai távmérő prizmájával. A távmérő a parallaxis mérésén alapul. A távmérő jobb oldali képét a kereső fő képére vetítik, ami kissé sárgás árnyalattal egy kisebb, kör alakú foltként jelenik meg. Amíg nincs élesre állítva az objektív, addig a folt szellemképes, élesre állítva a kép kitisztul.